# Carbrunneria finniganensis
Carbrunneria finniganensis är en kackerlacksart som först beskrevs av Roth, L. M. 1991.  Carbrunneria finniganensis ingår i släktet Carbrunneria och familjen småkackerlackor. Inga underarter finns listade.